# Hakan Akman
Hakan Akman (* 9. Oktober 1989 in Merzifon) ist ein türkischer Fußballspieler.

## Karriere

### Verein
Akman startete seine Vereinsfußballkarriere 1999 beim Traditionsverein Samsunspor. Hier wurde er im Frühjahr 2008 mit einem Profivertrag versehen und in den Profikader integriert. Nach drei Spielzeiten wechselte er zum Drittligisten Şanlıurfaspor und eine weitere Spielzeit später zum Viertligisten Diyarbakır Büyükşehir Belediyespor. Mit diesem Verein feierte er in der Viertligasaison 2012/13 die Meisterschaft und damit den Aufstieg in die TFF 2. Lig.

### Nationalmannschaft
Akman spielte für die türkische U-18-, U-20- und die U-21-Nationalmannschaft.

## Erfolge
Mit Diyarbakır Büyükşehir Belediyespor
- Meister der TFF 3. Lig und Aufstieg in die TFF 2. Lig: 2012/13